# FrontRunner
Il FrontRunner è il servizio ferroviario suburbano a servizio dell'area metropolitana di Wasatch Front, nello Stato dello Utah. Si compone di una sola linea che parte da Pleasant View e dopo aver attraversato le città di Ogden e Salt Lake City arriva alla città di Provo. È gestita dall'azienda Utah Transit Authority.
Il servizio FrontRunner venne attivato, limitatamente alla tratta tra Pleasant View e Salt Lake Central, il 26 aprile 2008. Il 10 dicembre 2012, il servizio venne esteso a sud fino all'attuale capolinea di Provo e fu inaugurata la stazione di North Temple Bridge, situata tra le stazioni di Woods Cross e Salt Lake Central.

## Il servizio
Il servizio è attivo dal lunedì al sabato. Dal lunedì al venerdì il servizio si compone di 64 corse, 32 per direzione; il sabato il servizio è invece ridotto a 42 corse, 21 per direzione.